# 공항역 (홍콩)
공항역(Airport), 또는 게이청역 (機場)은 홍콩 란터우섬의 홍콩 국제공항에 위치한 홍콩 공항철도의 역이다. 공항역 승객터미널과 인접해 있으며, 홍콩 지하철에서 가장 서쪽에 위치한 역이기도 하다.

## 역사
홍콩 국제공항이 새로 개항하면서 동시에 지어진 지하철역이다. 홍콩 시내에 위치했던 카이탁 공항을 대신해 란터우섬을 간척하여 얻은 부지에 공항과 공항철도역을 건설하였다.
1993년 10월 홍콩기장관리국은 신공항의 지상교통센터 (GTC)의 컨셉디자인 설계사로 오브 에이럽 파트너스를 선정하였으며 여기에는 지금의 공항역 계획도 포함되었다. 에이럽사와 포스터 앤드 파트너스, 건축가 앤서니 응은 GTC의 세부설계에 나섰다. 이후 1995년 첫삽을 떴으며, 일본의 니시마쓰 건설이 공사를 맡았다.
1998년 7월 6일 개항과 동시에 문을 열었으며, 한동안 공항철도의 서쪽 종착역으로 그 역할을 맡았으나 2005년 12월 20일 공항철도가 박람관역까지 연장되면서 자리를 내줬다.
3번 승강장은 1번 승강장의 반대편에 건설되어 스카이플라자와 국제공항 제2터미널로 곧잘 향할 수 있도록 신설되었다. 2007년 2월 28일에 완공되었으며, 제2터미널에는 체크인 시설이 추가로 설치되었다. 2019년 11월 28일 제2터미널이 확장공사로 폐쇄되면서 해당 승강장 쪽도 접근이 금지되었고, 원래는 양쪽 문을 모두 열었던 공항철도 열차도 도착시 개방문 방향을 바꾸어, 제1터미널 승강장 쪽 열차는 왼쪽 문을, 제2터미널과 스카이플라자 승강장 쪽 열차는 오른쪽 문만 개방하게 되었다.

## 역 구조
| L6 | 탑승홀                              | 홍콩국제공항 제2터미널, 스카이플라자 |
| L6 | 탑승홀                              | 고객서비스, 티켓발급기               |
| L6 | 상대식 승강장 (폐쇄, 2024년 재개장) |                                      |
| L6 | 승강장 3 ↑ / 1 ↓                    | ← 홍콩 공항철도 박람관 방면 (종착역) |
| L6 | 상대식 승강장, 왼쪽문 열림          |                                      |
| L6 | 탑승홀                              | 홍콩국제공항 제1터미널               |
| L6 | 탑승홀                              | 고객서비스, 티켓발급기               |
| L5 | 상대식 승강장 (폐쇄, 2024년 재개장) | 상대식 승강장 (폐쇄, 2024년 재개장)  |
| L5 | 승강장 4 ↑ / 2 ↓                    | → 홍콩 공항철도 홍콩역 방면 (칭이) → |
| L5 | 상대식 승강장, 오른쪽문 열림        |                                      |
| L5 | 도착홀                              | 홍콩국제공항 도착홀                  |
| L5 | 도착홀                              | 고객서비스, 티켓발급기, 자판기       |

홍콩 국제공항과의 원활하고 편리한 환승을 위해 역 출구는 따로 설치되지 않았다. 따라서 공항으로 들어가려는 승객은 역을 빠져나와 터미널 건물로 바로 들어가서 체크인 수속에 나설 수 있다. 탑승층에는 티켓 바구니가 설치되어 사용된 철도 탑승권을 처분할 수 있으며, 기념품 가게도 설치되어 있다.
공항에 도착해서 공항철도를 이용하려는 경우, 공항역에 출구가 따로 있지는 않고 바로 걸어들어갈 수 있다고는 하지만, 도착홀이나 공항역 1번 승강장에 있는 자동발권기로 공항철도 탑승권을 구매해야 한다. 그렇지 않다면 박람관역, 칭이역, 가우룽역, 홍콩역 등 다른 역의 출구 게이트를 빠져나오지 못할 수가 있다.

## 출구
- 박람관 (AsiaWorld–Expo) 방면: 제1터미널 탑승층 (7/F), 제2터미널 탑승층 (L6)[3]
- 홍콩 시내 (city) 방면: 공항 도착층 (L5)[3]

공항에 도착한 승객은 소지한 수하물을 챙겨 즉시 여객터미널로 향할 수 있다. 공항이 아닌 밖으로 나가는 출구는 따로 없다.